# Saint-Gorgon-Main
Saint-Gorgon-Main är en kommun i departementet Doubs i regionen Bourgogne-Franche-Comté i östra Frankrike. Kommunen ligger i kantonen Montbenoît som tillhör arrondissementet Pontarlier. År 2022 hade Saint-Gorgon-Main 258 invånare.

## Befolkningsutveckling
Antalet invånare i kommunen Saint-Gorgon-Main
Referens:INSEE